# Cahiers de l'Académie luxembourgeoise
Les Cahiers de l'Académie luxembourgeoise sont une revue artistique et savante éditée par l'Académie luxembourgeoise depuis 1937.
On compte pour ces Cahiers une "ancienne série" et une "nouvelle série". L'ancienne série concerne 5 numéros édités entre 1937 et 1939. La nouvelle série recommence la tomaison à 1 à partir de 1959, jusqu'à aujourd'hui.
Dans un premier temps, les Cahiers offraient des mélanges d’articles à caractère historique et littéraire ainsi que des évocations d’artistes et de leurs œuvres. Bon nombre de ces articles étaient dus à des Académiciens. 
Depuis les années 2010, les Cahiers de l’Académie sont consacrés aux diverses sous-régions de la province de Luxembourg, pour faire mieux faire connaître leur histoire, leurs parlers, leurs coutumes et pour mettre en évidence leurs artistes, leurs écrivains, leurs scientifiques. Ont successivement paru : 
- Au pays de Virton (2000)
- Du côté de la Famenne (2001)
- A travers l’Ardenne (2002)
- Au pays d’Arlon (2004)
- Au pays du fer, de l’eau et de la fumée (2005)
- Au fil de la Semois (2009)

En 2008, un Cahier spécial présente les actes des colloques dédiés à Pierre Nothomb et Jean Mergeai. En 2011 un cahier a présenté La vie musicale dans la province de Luxembourg, sous la direction de Louis Goffin et Benoît Mernier. 
En 2013 un Cahier a été consacré à Edmond Dunne et autres regards sur les Luxembourg, et en 2014 le Cahier n°26 a été consacré aux 80 ans de l’Académie.